# Aki Sora
Aki Sora (яп. あきそら Аки Сора) — манга Масахиро Итосуги, начавшая выходить в 2008 году. В 2009 году вышла аниме-адаптация. В 2010 году вышло ещё две серии.

## Сюжет
Главный герой, Сора Аой, испытывает сексуальное влечение к своей сестре, Аки, хотя и пытается сдерживать его. Вскоре выясняется, что его чувства к Аки взаимны, и они становятся любовниками. Позднее появляются и другие девушки, претендующие на Сору и также успешно его соблазняющие (иногда силой).

## Персонажи
Сора Аой (яп. 葵 ソラ Аой Сора) — главный герой. Похож на девочку, благодаря чему героини периодически заставляют его одеваться в женскую одежду. Фактически полностью отвечает за домашний уют, за готовку, уборку и стирку. Хотя он отрицательно относится к инцесту, тем не менее любит свою сестру, Аки и не отказывает ей в сексе. В то же время, не может отказать и другим девушкам, пытающимся его соблазнить. В конце манги, после смерти отца, когда он узнал что его отец и мать тоже были родными братом и сестрой, Сора заканчивает свой отношения с Аки. Но в последней главе можно понять, что Сора все же любит Аки, и есть возможность того, что Сора и Аки продолжат свои отношения.
Сэйю: Саяка Киносита
Аки Аой (яп. 葵 アキ Аой Аки) — главная героиня, старшая сестра Соры. В отличие от своего брата, не видит в инцесте ничего предосудительного, хотя и не афиширует факт своих сексуальных отношений с Сорой. Также, в отличие от своего брата, абсолютно не умеет готовить. После смерти отца, Аки расстаётся с Сорой. Но в последней главе возможно они возобновят свои отношения.
Сэйю: Сихо Кавараги
Нами Аой (яп. 葵 ナミ Аой Нами) — сестра-близнец Соры. Когда она распускает свои косички, её практически невозможно отличить от брата, и в детстве Нами и Сору путала даже мама, а приёмная мама путает их до сих пор (даже в бане). Хотя Нами и не раскрывает своих чувств, с самой первой встречи она влюблена в свою подругу Кану. Так как Кана в свою очередь влюблена в Сору, сходство с братом позволяет Нами безнаказанно приставать к Кане под предлогом тренировок в признании в любви. Это же сходство заставляет её завидовать наличию у брата пениса, так как именно ввиду этого, с точки зрения Нами, Кана предпочла Сору. В 25 главе она наконец сближается с Каной и у них начались романтические отношения.
Сэйю: Кана Уэда
Кана Сумия (яп. 澄弥 可奈 Сумия Кана) — школьная подруга Нами. Под руководством Нами пытается сблизиться с Сорой и в итоге успешно его соблазняет. Позднее в манге делается намёк, что при первой встрече Кане понравилась Нами, но поскольку они обе девушки, то Кана переключила своё внимание на Сору. В 25 главе она поняла что любит Нами и они начали встречаться.
Сэйю: Таэ Окадзима
Руна Сацуки (яп. 咲月 ルナ Сацуки Руна) — девушка, учащаяся в той же школе, что и Сора. В детстве ей пришлось возвращаться домой в одном купальнике, и её крайне возбудили мысли о том, что будет, если кто-либо увидит её в таком виде. В результате она стала эксгибиционисткой. При этом её интересует не столько демонстрация своего обнажённого тела, сколько риск, что кто-либо увидит её голой. С этой целью она может например, пойти в бассейн, в нарисованном на голое тело купальнике. Впервые она встретилась с Сорой, когда Сора возвращался домой в женской одежде, а Руна — ехала в лифте голой. Посчитав что у Соры схожее с ней хобби, Руна стала таскать Сору по свиданиям и оргиям, вскоре обнаружив, что теперь её по-настоящему возбуждает только то, что на неё смотрит Сора.
Мама — неназванная по имени мама Аки, Соры и Нами. В реальности она приёмная мама и сестра-близнец их родной матери, погибшей в аварии. Из детей только старшая Аки знает всю правду.
Отец — неизвестный по имени отец Аки, Соры и Нами. Появляется в 26 главе, крупный человек с тёмными волосами. Он узнал правду о том что у Аки и Соры сексуальные отношения и неодобрил это. Позже выясняется, что он и их настоящая мать тоже занимались инцестом (так как они приходились друг другу братом и сестрой). В конце манги он умирает от болезни.